# Isla de San Vicente (La Coruña)
La isla de San Vicente (Illa de San Vicente, Illa de San Vicenzo) es una isla española de la provincia de La Coruña, de 5,7 hectáreas de superficie, situada en la zona oriental de la ría de Ortigueira, frente al arenal de Morouzos. 
Es de forma oval y está cubierta por árboles y matorral. Cuando baja la marea, la isla queda unida a tierra mediante un extenso banco de arena. Está en un paraje de alto interés ecológico: (sub-rías de Ladrido y Baleo); por lo que la isla, junto con las marismas que la rodean, está protegida. En la Edad Media, existió en la isla un pequeño monasterio (posiblemente priorato de benedictinos), del que quedan algunos vestigios. En la actualidad la propiedad está ligada al histórico Pazo de Brandaliz, casa fundada por los Ponce de León.